# Hassan Tabatabaei Qomi
Großajatollah Sayed Hassan Tabatabaei Qomi (* 1912 in Nadschaf; † 11. Juni 2007 in Maschhad) war ein iranischer schiitischer Geistlicher. Aufgrund seiner Kritik an der Velayat-e faqih stellte ihn die iranische Regierung seit 1984 unter Hausarrest.

## Leben
Großajatollah Hassan Tabatabaei Qomi ist der Sohn von Großajatollah Qomi aus Maschad. Er lebte seit 1984 unter Hausarrest. Neben diesem Sachverhalt, der seine Möglichkeiten zu lehren einschränkte, ist seine theologische Autorität auch durch die Tatsache bedroht, dass der iranische Staat die Stadt Ghom systematisch als Zentrum theologischen Lernens bevorzugt, zum Nachteil der Stadt Mashhad.
In einem Interview mit der Londoner Zeitschrift Kayhan International von Juni 1997 verurteilte Tabatabai Qomi die theologische Begründung des Prinzips der Herrschaft des Obersten Rechtsgelehrten (velayat-e faqih) der Islamischen Republik Iran als Verletzung Islamischer Prinzipien. Ebenfalls beschrieb er die Wahl von Mohammed Chatemi zum Präsidenten 1997 als einen Hinweis auf die Zurückweisung der velayat-e faqih durch das iranische Volk.